# Tașir
Tashir (armeană Տաշիր) este un oraș din provincia Lori, Armenia.